# دریای ایرمینگر
دریای ایرمینگر (ایسلندی: Irmingerhaf، دانمارکی: Irmingerhavet) دریایی حاشیه‌ای از اقیانوس اطلس شمالی است. نام این دریا از نام از دریادار دوم دانمارکی کارل لودویگ کریستیان ایرمینگر (۱۸۰۲–۱۸۸۸) گرفته شده‌است. جریان ایرمینگر نیز به افتخار او نام‌گذاری شده‌است.
دریای ایرمینگر یکی از مهم‌ترین مناطق ماهی‌گیری سوف سرخ در سراسر جهان است.

## جغرافیا
حد شمالی دریای ایرمینگر توسط پشته گرینلند-ایسلند (یکی از بلندی‌های قاره‌ای) در پایین تنگه دانمارک تشکیل شده‌است که به نوبه خود به دریای گرینلند متصل است.
در ضلع جنوب غربی، دریای ایرمینگر به دماغه بدرود (جنوبی‌ترین نقطه گرینلند) می‌رسد، جایی که دریای ایرمینگر با دریای لابرادور هم‌مرز است. بستر دریای ایرمینگر تا حد زیادی به حوضه ایرمینگر تعلق دارد.
حوضه ایرمینگر ادامه شمال شرقی حوضه لابرادور است که ۴۶۰۰ متر عمق دارد و از ضلع شرقی به پشته ریکیانس محدود می‌شود. این مرزبندی‌ها فقط اقیانوس‌شناحتی است و موضوعیتی در مرزبندی‌های رسمی ندارد. درازای دریای ایرمینگر ۴۸۰ کیلومتر و پهنای آن در باریکترین نقطه ۲۹۰ کیلومتر است. سطح تقریبی آن ۷۸۰٬۰۰۰ متر مربع است.